# Kreis 10 (Stadt Zürich)
Der Kreis 10 ist der im Nordwesten liegende Stadtkreis der Stadt Zürich. Er umfasst das 1893 in die Stadt eingemeindete Quartier Wipkingen und das 1934 eingemeindete Quartier Höngg.

## Geschichte
Der Kreis 10 ist im Rahmen der zweiten Eingemeindung von 1934 entstanden. Aus logistischen und statistischen Gründen ordnete man dabei nicht nur das neue Quartier Höngg dem neuen Kreis 10 zu, sondern teilte das bereits 1893 eingemeindete Quartier Wipkingen – ebenfalls eine ehemals selbständige Gemeinde – in den neuen Stadtkreis um. Vor der Umteilung bildete Wipkingen zusammen mit Oberstrass und Unterstrass den Stadtkreis IV, welcher 1913 anlässlich einer Revision zu Kreis 6 umnummeriert wurde. Die zweite Eingemeindung führte schliesslich zur Schaffung der neuen Kreise 9 bis 11 sowie zur Verkleinerung des Kreises 6 und zu einer Vergrösserung des Kreises 7.

## Bevölkerungsentwicklung des Stadtkreises
Quelle:Statistik & Daten: Kreis 10